# Rhede (Ems)
Rhede (Ems) är en kommun och ort i Landkreis Emsland i förbundslandet Niedersachsen i Tyskland.